# Prisilla Rivera
Prisilla Altagracia Rivera Brens (Santo Domingo, 29 de diciembre de 1984) es una jugadora de voleibol dominicana, conocida también como Priscila Rivera o Priscilla Rivera.

## Carrera
En el Campeonato Mundial de Voleibol Femenino Sub-18 de 2001, celebrado en Pula, Croacia su equipo quedó en octavo lugar. Ese mismo año, ganó la medalla de bronce en el campeonato de mayores de la confederación NORCECA.
Ganó la medalla de oro con la selección nacional en los Juegos Panamericanos 2003, celebrados en la capital dominicana.
Participó en el torneo de voleibol de los Juegos Olímpicos de Atenas 2004 y en los Juegos Olímpicos de Londres 2012, quedando su equipo en undécimo lugar en Atenas y en quinto lugar en Londres.
En el Campeonato Superior Metropolitano, en su país natal, Prisilla ganó la distinción de Jugadora Más Valiosa de la Serie Final, ganando su equipo, Los Prados, el campeonato 2005.
Con el equipo de la Superliga Española, Grupo 2002 Murcia ganó en la temporada 2006-2007, la Supercopa, la Superliga y la Copa de la Reina.
Con el mismo club, renombrado CAV Murcia 2005, ganó en el 2010 el título de Jugadora Más Valiosa y la Supercopa 2009 ganada por su equipo. repitiendo dicha distinción, en el Campeonato de Superliga 2008/2009.
Con su selección nacional, ganó la medalla de oro en el torneo de voleibol durante los Juegos Centroamericanos y del Caribe 2006.
Rivera fue de nuevo escogida como Jugadora Más Valiosa, esta vez en la Copa Panamericana de Voleibol Femenino de 2010, en la que también ganó la medalla de oro.
Tras 6 años en el CAV Murcia, Prisilla acepta una oferta del equipo puertorriqueño Mets de Guaynabo para finalizar la temporada 2011, debutando a finales de marzo.
Prisilla participó en los Juegos Olímpicos de Tokio 2020, siendo una de sus últimas competiciones junto a la selección.
El 19 de septiembre de 2021 jugó su último partido con la selección dominicana en la Copa Panamericana que se celebró en Santo Domingo, en ese mismo partido la selección logró el triunfo del torneo de forma invicta y sin perder ningún set durante todo el torneo.

## Clubes
- San Pedro (1998–2001)
- Mirador (2002–2004)
- Los Prados (2005)
- CAV Murcia 2005 (2005-2011)
- Mets de Guaynabo (2011)
- Igtisadchi Baku (2012)
- Pinkin de Corozal (2013)
- Lokomotiv Baku (2013-2014)
- Bursa Büyükşehir (2014-2015)
- Bolzano Neruda Italia (2016)
- Vôlei Bauru Brazil (2016-2017)
- Turkey Sariyer Belediye Spor Kulubu (2017–2018)
- Ute-Volleyball (2020)
- *  Jakarta Pertamina Fastron (2022)
- *  Valencianas de Juncos (2022)

## Palmarés

### Individual
- Campeonato Superior Metropolitano 2005 "Jugadora Más Valiosa"
- Copa Salonpas 2005 "Mejor Ataque"
- Superliga de España 2007/2008 "Jugadora Más Valiosa Serie Final"
- Copa de la Reina2008/2009 "Jugadora Más Valiosa"
- Superliga de España 2008/2009 "Jugadora Más Valiosa Serie Final"
- Campeonato NORCECA 2009 "Jugadora Más Valiosa"
- Supercopa de España 2009/2010 "Jugadora Más Valiosa"
- Copa Panamericana de Voleibol Femenino de 2010 "Jugadora Mas Valiosa"
- Copa de la Reina 2010 "Jugadora Más Valiosa"
- Copa Panamericana de Voleibol Femenino de 2011 "mejor atacante"
- Liga Superior de Voleibol Femenino Santo Domingo 2018 "Jugadora Más Valiosa
- Juegos Centroamericanos y del Caribe 2018 "Jugadora Más Valiosa
- Campeonato NORCECA de Voleibol Femenino de 2021 "Mejor atacante externa"

### Selección femenina de voleibol de la República Dominicana
- Copa de Grandes Campeones:
  -  Medalla de Bronce. Tokio/Fukuoka 2009

- Copa Panamericana:
  -  Medalla de Oro. Rosarito/Tijuana 2010.
  -  Medalla de Oro. Mexicali/Tijuana 2008.
  -  Medalla de Plata. Miami 2009.
  -  Medalla de Plata. Santo Domingo 2005.
  -  Medalla de Bronce. Colima 2007.

- Juegos Panamericanos:
  -  Medalla de Oro en los Juegos Panamericanos de Santo Domingo 2003.
  -  Medalla de Oro en los Juegos Panamericanos de Lima 2019.

- Campeonato Continental NORCECA:
  -  Medalla de Oro. Bayamón 2009.
  -  Medalla de Oro. San Juan 2019.
  -  Medalla de Oro. Guadalajara 2021.
  -  Medalla de Plata. Caguas 2011.
  -  Medalla de Plata. Omaha 2013.
  -  Medalla de Plata. Morelia 2015.
  -  Medalla de Bronce. Santo Domingo 2001.
  -  Medalla de Bronce. Santo Domingo 2003.
  -  Medalla de Bronce. Puerto España 2005.
  -  Medalla de Bronce. Winnipeg 2007.

- Juegos Centroamericanos y del Caribe:
  -  Medalla de oro en los Juegos Centroamericanos y del Caribe de 2006
  -  Medalla de oro en los Juegos Centroamericanos y del Caribe de 2010
  -  Medalla de oro en los Juegos Centroamericanos y del Caribe de 2014
  -  Medalla de oro en los Juegos Centroamericanos y del Caribe de 2018

- Copa Final Four:
  -  Medalla de Plata. Fortaleza 2008.
  -  Medalla de Bronce. Lima 2009.

### Clubes
- Campeonato Superior Metropolitano República Dominicana 2005 -  Campeona, con Los Prados
- Supercopa de España 2006 -  Campeona, con Grupo 2002 Murcia
- Copa de la Reina 2007 -  Campeona, con Grupo 2002 Murcia
- Superliga de España 2007 -  Campeona, con Grupo 2002 Murcia
- Supercopa de España 2007 -
- Copa CEV Top Teams 2007 -  Campeona, con Grupo 2002 Murcia
- Copa de la Reina 2008 -  Campeona, con Murcia 2005
- Superliga de España 2008 -  Campeona, con Murcia 2005
- Copa de la Reina 2009 -  Campeona, con Murcia 2005
- Superliga de España 2009 -  Campeona, con Murcia 2005

Supercopa de España 2009 -  Campeona, con Murcia 2005
- Copa de la Reina 2010 -  Campeona, con Murcia 2005
- Supercopa de España 2010 -  Campeona, con Murcia 2005
- Copa de la Reina 2011 -  Campeona, con Murcia 2005